# Spitzenfabrik Anton Gottschald & Comp.
Die k. k. privilegierte Spitzenfabrik Anton Gottschald & Comp. war das älteste und bedeutendste Unternehmen der Spitzenerzeugung im Kaisertum Österreich. Die Firma war auch an dem 1832 gegründeten Betrieb Breitfeld und Comp. in Prag beteiligt, die Bobbinetware herstellte und im Maschinenbau tätig war.

## Geschichte
Die Firma wurde vermutlich 1780 (anderen Angaben zufolge bereits 1750) von einer Familie Gottschald in Hirschenstand gegründet, die Spitzen in Heimarbeit produzierte und vertrieb. Vor 1812 besaß sie der Spitzenhändler Franz Anton Gottschald, der auch dem Unternehmen seinen Namen gab. 1812 übernahmen dann Gottschalds Schwäger, der Spitzenhändler Joseph Kunzmann Sen. aus Sauersack und der Müllermeister Anton Korb aus Breitenbach, den Betrieb. Beide Firmen vereinten sich unter dem Namen Anton Gottschald & Compagnie. Nach dem Tode Kunzmanns beteiligte sich der Gesellschafter, Großhändler und Blaufarbenwerksbesitzer Felix Kerl aus Platten an dem Unternehmen.  
1820 waren in der Firma bereits 8561 Heimarbeiter auch aus den benachbarten Orten St. Joachimsthal, Graslitz, Neudek, Sauersack usw. beschäftigt. Der Betrieb stieg in den folgenden Jahrzehnten zum bedeutsamsten Unternehmen für die Erzeugung von Spitzen landesweit auf, bei dem Spitzen nach Wien, Graz, Pest und anderen Orten der k. k. Monarchie bis über die Grenzen hinaus nach Sachsen abgesetzt wurden. Anfangs bestanden neben dem Stammhaus in Hirschenstand Faktoreien in Sauersack und Platten. Als um 1830 das neuzeitliche Tüllnähen aufkam und die Spitzenklöppelei lahmlegte, stellte die Firma in Hirschenstand Bobbinetstühle auf. 1843 brachte der Betrieb ein Quantum von 1400 Zentner Leinenspitze in den Verkehr. Der Firmensitz wurde im Jahre 1846 nach Neudek verlegt. Das Unternehmen ist unter den Firmeninhabern Karl Kunzmann, Kamillo Kunzmann und Julius Kolb Sen. von Grund auf modernisiert worden. Dabei baute man die Fabrikanlage in Neudek aus und errichtete in Frühbuß eine Einkaufsstelle. Mit steigenden Absätzen wurde eine Filiale in Wien gegründet, die sich zum Mittelpunkt des gesamten Betriebes entwickelte.
Nach dem Zerfall Österreich/Ungarn und Gründung der Tschechoslowakei besaß das Unternehmen die beiden Standorte Neudek (Export - Sachsen und Übersee) und Wien (Weiß- und Kurzwarenhandel, 1.Bez., Hoher Markt 12 und Zolllager, Wipplinger Str. 20). 1923 wurde eine Zweigniederlassung in Plauen durch Heinrich Leo Kunzmann, einem Urenkel von Joseph Kunzmann Sen. gegründet. 1926 wurde das Wiener Unternehmen von dem in Neudek getrennt und als Verkaufsstelle für Modeartikel durch Verwandte weiter geführt. 1930 wurde in Wien ein Insolvenzverfahren gegen Anton Gottschald & Co., Hoher Markt 12, eröffnet. Das Verfahren wurde 1931 beendigt: Rudolf Kamillo Kunzmann scheidet aus dem Unternehmen aus und Julius Kolb, der frühere Prokurist des Unternehmens in Wien, ist nunmehr Alleininhaber. Die Firma zieht in die Neutorgasse 1–3 in Wien um und firmiert als Anton Gottschald. 1934 wurde die Zweigniederlassung in Plauen aus finanztechnischen Gründen selbständig. Ihre Inhaber sind Heinrich Leo und Josef Kunzmann. Nach dem Zweiten Weltkrieg wurde die Firma von Plauen nach Krefeld verlagert und dort Gardinen verkauft.

## Produkte
Gegenstand des Unternehmens war die Herstellung und der Handel von
- Schwarz- und Weißseidene Spitzenwaren, Klöppelspitze, Seidenspitze
- Tüllwaren
- Bobinetware
- Mullstickerei
- Modeartikel
- Weißware und Kurzwaren
- Gardinen
- Handgeklöppelter Zwirn

## Auszeichnungen (Auswahl)
- Silberne Preismedaille bei der Gewerbeausstellung in Wien 1845[10]
- Silberner Kammerpreis bei der Deutschböhmischen Ausstellung Reichenberg 1906[11], sowie die Anerkennung des Kaisers Franz Joseph I. bei einem Besuch der Ausstellung[12]